# Vizi Imre
Vizi Imre (Jegenye, 1936. október 17. – Kolozsvár,  2020. június 2.) erdélyi magyar matematikatanár, matematikai szakíró, válogatott kosárlabdázó sportoló; Vizi Menyhért fia, Vizi Ildikó férje.

## Életútja
Középiskolai tanulmányait a kolozsvári Piarista Gimnáziumban kezdte (1947–50), majd a 2. sz. Fiúlíceumban végezte (1954). A Bolyai Tudományegyetem matematika–fizika szakán szerzett tanári diplomát 1958-ban. 1958–59-ben a gyalui Általános Iskola és a kolozsvári 2. sz. Általános Iskola, majd a 6. sz. Általános Iskola és az Építészeti Szakiskola (1959–62), azt követően a kolozsvári 16. sz. Líceum (1962–75) tanára; 1975–80 között a 3. sz. Elméleti Líceum igazgatója, 1980-tól a tovább 3. sz. Matematika–Fizika Líceum néven működő iskola tanára, 1990-től a Báthory István nevét felvett Báthory István Elméleti Líceum igazgatóhelyettese volt. 1978-tól 1986-ig (a képzés megszűnéséig) lektor a magyar tanítók továbbképző tanfolyamain.
Cikkei a Tanügyi Újságban és a Korunkban jelentek meg. 1978–86 között társfordítója volt minden I–IV. osztály számtan, V–VI. osztály matematika és VII–VIII. osztály algebra tankönyvének.
1994-ben létrehozta Kolozsvárott a Teodidaktos Alapítványt, amely három bentlakást is működtet középiskolás diákok számára.

## Sporttevékenysége
Fiatal tanárként kosárlabdázott: 1956 és 1974 között a Kolozsvári Építők és a Kolozsvári Egyetem kosárlabdacsapatának, 1958–60-ban a román válogatottnak is tagja volt. A román válogatottban több mint száz alkalommal szerepelt. Ott volt az 1959-es isztambuli Európa-bajnokságon is. 1964-ben 24 pontot szerzett a Romániában turnézó amerikai profi NBA-csapat elleni mérkőzésen.

## Elismerések
- 1998  Külhoni Magyar Sportcsillagok I. Világtalálkozója díszoklevele
- 2005  A Magyar Köztársaság Arany Érdemkeresztje